# 甲南町寺庄
甲南町寺庄（こうなんちょうてらしょう）は、滋賀県甲賀市にある地名。

## 地理
甲賀市甲南町の北東部に位置し、東は甲賀町隠岐・甲賀町高野、西・南は甲南町竜法師・甲南町野田・甲南町野尻・甲南町池田、北は甲南町葛木・甲賀町隠岐に接する。北側を東西にかけて佐治川が流れ、西端で杣川と合流する。1890年（明治23年）に関西鉄道（現在のJR草津線）が通じ、1959年（昭和34年）に寺庄駅が開業。南北に滋賀県道123号水口甲南線が通じる。

## 歴史
奈良時代に大和国弘福寺領の蔵部荘が杣川沿いに設置された。地名の起源は飯道寺領であった時とする説もあるが、弘福寺領と比定されている。1585年の甲賀ゆれと水口岡山城築城によりその支配下に入ったと考えられる。1600年から山岡景友の所領となり、1633年に幕府領となった。

## 世帯数と人口
2019年（令和元年）9月30日現在の世帯数と人口は以下の通りである。
| 町丁       | 世帯数  | 人口   |
| ---------- | ------- | ------ |
| 甲南町寺庄 | 944世帯 | 2162人 |

## 学区
市立小・中学校に通う場合、学区は以下の通りとなる。
| 番・番地等 | 小学校                 | 中学校             |
| ---------- | ---------------------- | ------------------ |
| 全域       | 甲賀市立甲南第一小学校 | 甲賀市立甲南中学校 |

## 交通
- JR草津線寺庄駅
- 滋賀県道123号水口甲南線
- 杣街道

## 施設
- 滋賀県立甲南高等学校
- 甲賀市立甲南中学校
- 甲賀市立甲南東保育園
- 甲賀警察署寺庄警察官駐在所
- 甲南郵便局
- 六角堂 (甲賀市)
- 旧滋賀銀行甲南支店 - 国の登録有形文化財（ウィリアム・メレル・ヴォーリズ建築）
- 千町井水（千丈井水） - 中世に開削され現在も使用される全長5.2kmの用水路。寺庄で取水し、葛木、深川、森尻、宝木、虫生野を結ぶ[8][9]。

## その他

### 日本郵便
- 郵便番号 : 520-3301[3]（集配局：甲南郵便局[10]）